# ズグロオニグモ
ズグロオニグモ（頭黒鬼蜘蛛、学名 Yaginumia sia ）は、クモ目コガネグモ科ズグロオニグモ属のクモである。人家の回り等でよく見られる中型のオニグモ類の一つ。腹が楕円形をしているのがこの類としては特徴的である。

## 形態
雌は体長7-13mm。頭胸部は頭部と胸部の色彩が明瞭に分かれ、頭部が濃い褐色なのに対して胸部は明度彩度ともに高い赤褐色である。種名の頭黒鬼蜘蛛はこれに因る。歩脚は灰褐色で関節ごとに輪状の濃い部分がある。足は全体に長く、特に第一脚が長い。
腹部は縦長の楕円形で、前後は丸く、前方が多少幅広いが、形の上では目立った特徴が無い。背面は灰褐色で、中央には全体にわたって木の葉状の斑紋がある。この斑紋はやや色が濃く、その両外側には白い縁取りがある。
雄は体長8-10mm。雌よりもはるかに小型であるが外部形態上の特徴は大差無い。

## 生態
分布
南西諸島を除く日本全土。
生息環境
平地〜低山地の人家の周辺に普通にみられる。
夜行性であることから、その食糧源を光源に来集する昆虫に強く依存する。また、彼らの円網直径は比較的小さく、閉所、狭所を好む。このため、直射日光や降雨に晒されず、餌となる昆虫が豊富かつ半永久的に集まり、また身を隠せる適度な物陰も備わる、といった好条件が揃う公衆トイレや公衆電話ボックスの電灯、雨よけの付いた灯火等に極めて高い確率で営巣している。１つの人工光源を拠点に数頭が潜むことも珍しくない。
なぜか人工物に多い。一般の民家の軒下から、電話ボックス、橋の欄干、公園のトイレ、駅舎などでは隙間がないほどにクモが丸網を張っているのをよく見かけるが、そこには必ずと言ってよいほどこのクモが含まれ、時にはその場のクモ相の大部分を占める。自然物の間ではむしろこのクモを見ることがめったに無い。同様な生息域をもつものにイエオニグモ(Neoscoma nautica (L. Koch))があるが、これはむしろ人家に多く、上記のような人が住まない人工建築物では少ない。
このような環境では往々にして照明設備があるから、多くの昆虫が集まってくる。当然それはクモの餌になるので、照明の周辺にはクモが集中する。密度が高くなると、網の張る場所に困るものも出てくるが、そう言った場合、この種では網を張らずに虫を掴み取るようにして捕獲する行動が見られることがある。
生活史
幼体、成体共に５〜10月に出現。夜行性。円網にて飛来昆虫を捕獲、捕食する。円網は張りっぱなしにして損傷を繕うのではなく、毎日完全に張り替える。本種は、先述のような光源を伴う人工物を拠点とし、日没と共に造網を開始し、夜明けには巣を丸めるようにたたんで食べ残しの餌もろとも再摂食し、資源を回収する。日中は人工構造物の物陰に糸でシェルターを設け、その内部で休息する。
夜間に円網を張る。器物の陰になったところに糸で短いトンネルのような巣を作り、昼間はこれに潜んでいる。夕方にそこから出てきて、その場に円網を張る。この網は垂直か、やや斜めになっている。成熟期は7-10月。

## 近縁種
日本国内において本種以外に ズグロオニグモ属は産しない。

## 類似種
楕円形の腹部はオニグモの仲間としては少々特殊な姿で、他に似たものはない。同じところに見られるものにイエオニグモがあるが、こちらは腹部の幅が広く、むしろ普通のオニグモ形である。
なお、属名のYaginumiaは、日本クモ学会の会長を務めた日本クモ学の中興の祖とも言える八木沼健夫に献名されたものである。